# Lamure-sur-Azergues
Lamure-sur-Azergues è un comune francese di 1 157 abitanti situato nel dipartimento del Rodano della regione Alvernia-Rodano-Alpi.
Come si evince dal nome, suo territorio è bagnato dalle acque del fiume Azergues.

## Società

### Evoluzione demografica
Abitanti censiti